# Сутулова Ольга Олександрівна
Ольга Олександрівна Сутулова (нар.. 4 травня 1980, Ленінград) — російська акторка театру і кіно.

## Біографія
Ольга Сутулова народилася 4 травня 1980 року в Ленінграді (нині Санкт-Петербург) Російської Федерації, в родині математиків та інженерів, але по стопах батьків не пішла. 
З 5 років займалася англійською мовою, потім вступила до школи з поглибленим вивченням англійської мови. У 14 років на кілька місяців поїхала до Оксфорду за програмою обміну учнів. Але стосунки з викладачами й однокласниками в у неї не склалися. Як заявляла сама Ольга, в той час вона була хуліганкою, в школі не досягала успіху і в кінцевому підсумку її вигнали. Недовго думаючи, Ольга вирушила до ПТУ при пароплавстві, здала туди всі іспити на відмінно, але батьки не змирилися з тим, що їх дочка стане техніком-слюсарем, і через деякий час зарахували її в гімназію імені Олександра II в Петергофі. У 15 років на дні народження спільного знайомого, куди Ольга прийшла з батьками, вона зустрілася з драматургом режисера Дмитра Астрахана — Олегом Даниловим і незабаром знялася в телесеріалі «Зал очікування».
Після закінчення гімназії Ольга вступила до університету на історичний факультет. Навчання там не склалася. Після провалу іспитів вступила до ВДІКу.
Закінчила акторський факультет ВДІКу (майстерня Йосипа Райхельгауза).

### Особисте життя
В кінці 2009 року вступила в шлюб з актором Євгеном Стичкіним.

## Фільмографія
| Рік  |   | Назва                                      | Роль                           |
| ---- | - | ------------------------------------------ | ------------------------------ |
| 1998 | с | Зал очікування                             | Світлана                       |
| 1998 | ф | Контракт зі смертю                         | Аня                            |
| 2001 | ф | Гладіатрикс                                | Лівія                          |
| 2001 | ф | Подаруй мені місячне світло                | дочка Купріянова               |
| 2002 | ф | Атлантида                                  | Настя                          |
| 2002 | с | За кулісами                                | Олена                          |
| 2002 | ф | Кіно про кіно                              | Ася                            |
| 2002 | ф | Підмосковна елегія                         | Даша                           |
| 2002 | с | Следствие ведут ЗнаТоКи. Пуд золота        | Женя                           |
| 2003 | с | Любительница частного сыска Даша Васильева | Селіна                         |
| 2003 | с | Кобра. Антитеррор                          | Таня                           |
| 2003 | с | Неотложка                                  | лікар Марина                   |
| 2003 | с | Північний сфінкс                           | Катя                           |
| 2004 | ф | 32 грудня                                  | Ніка                           |
| 2004 | ф | Злодії та проститутки                      | Ім'я персонажу не вказано      |
| 2004 | ф | Джокер                                     | Олена Дракова                  |
| 2004 | ф | Ніч світла                                 | Ліка                           |
| 2004 | с | Формула                                    | Юлія Бєлкіна                   |
| 2005 | с | Сьоме небо                                 | Ліда Шевельова                 |
| 2007 | ф | Зникнення                                  | Катя Вєтрова                   |
| 2007 | ф | Контракт на любов                          | Анна                           |
| 2007 | ф | Ленінград                                  | Ніна Цвєткова                  |
| 2007 | с | Приватне замовлення                        | Олександра Сураєва             |
| 2008 | ф | Нірвана                                    | Аліса                          |
| 2009 | ф | Випадковий запис                           | Катя                           |
| 2009 | ф | Тісні врата                                | Віра                           |
| 2010 | ф | Про любоff                                 | Даша                           |
| 2011 | ф | Скорпіон на долонях                        | Ім'я персонажу не вказано      |
| 2012 | ф | Дочка баяніста                             | Аліна Громова                  |
| 2012 | ф | Свято під замком                           | Альбіна                        |
| 2012 | ф | З новим роком, мами!                       | няня Галина                    |
| 2013 | с | Бомба                                      | Шейла Перскі                   |
| 2014 | с | Любов говорить                             | Люба Донська                   |
| 2015 | ф | Народжена зіркою                           | Ніка Уманська                  |
| 2015 | ф | Сніг і попіл                               | Наталя                         |
| 2017 | с | Троцький                                   | Наталя Сєдова                  |
| 2017 | ф | Син                                        | Ольга                          |
| 2018 | с | Sпарта                                     | Анастасія Істоміна, викладачка |